# 章建华
章建华（1964年9月—），男，汉族，上海人，中华人民共和国政治人物，曾任中国石油天然气集团有限公司总经理，国家能源局局长等职。